# Józef Szymon Turski
Józef Szymon Turski herbu Rogala – podstoli mielnicki w latach 1731–1764, cześnik mielnicki w latach 1725–1731.
Jako poseł i deputat ziemi mielnickiej na sejm elekcyjny 1733 roku podpisał pacta conventa Stanisława Leszczyńskiego. Poseł ziemi mielnickiej na sejm nadzwyczajny 1750 roku. Poseł ziemi mielnickiej na sejm 1760 roku.